# سيليستات
سيليستات (بالفرنسية: Sélestat)‏ هي بلدية تقع في إقليم الراين الأسفل من منطقة ألزاس في شمال شرق فرنسا. تبلغ مساحة هذه المدينة 44.4 (كم²)، وترتفع عن سطح البحر 173 م، يبلغ عدد سكانها 19459 نسمة حسب إحصاء المعهد الوطني للإحصاء والدراسات الاقتصادية سنة 2009 م. وترأس Marcel Bauer البلدية خلال فترة (2008–2014).

## معرض صور

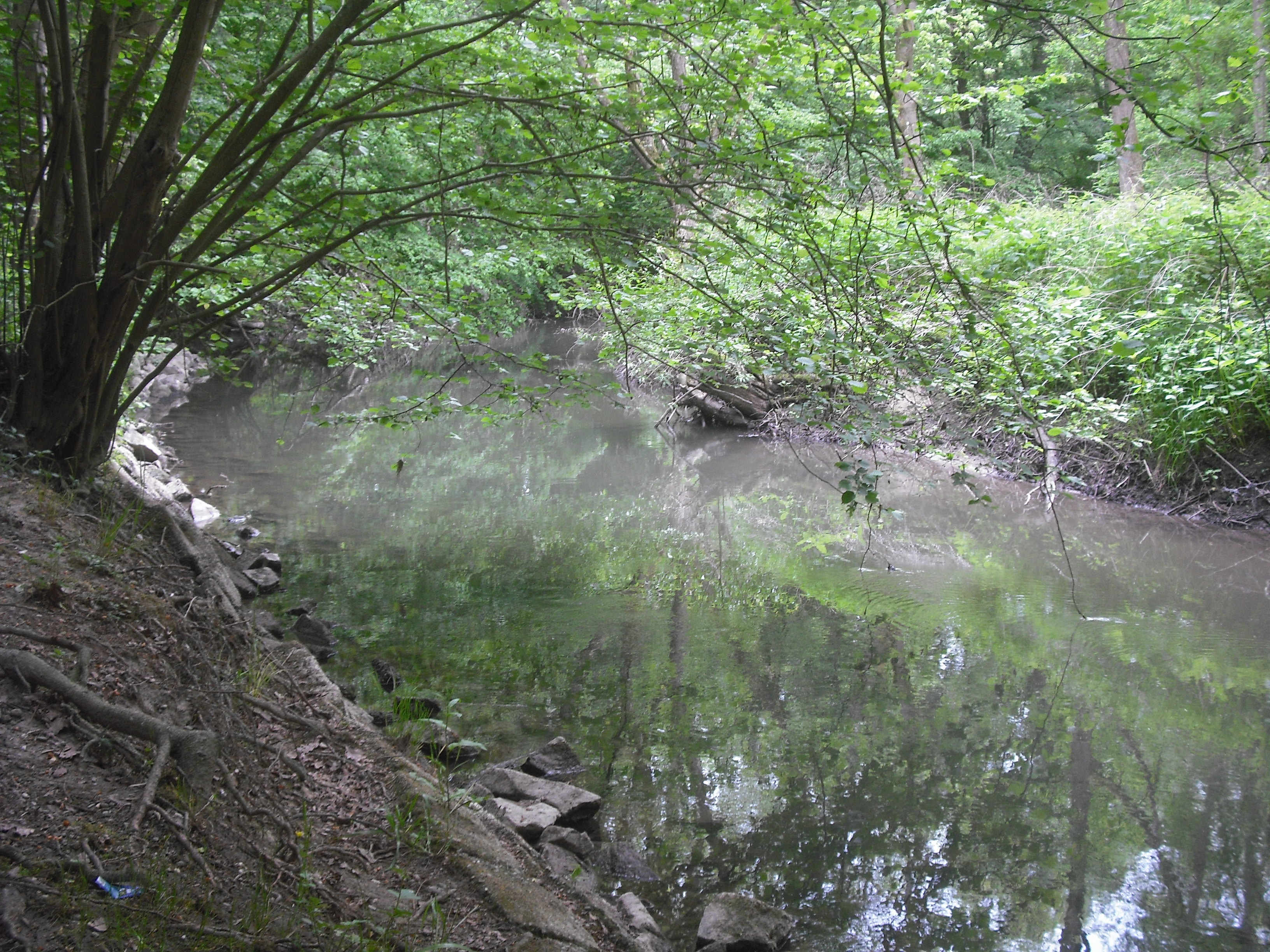
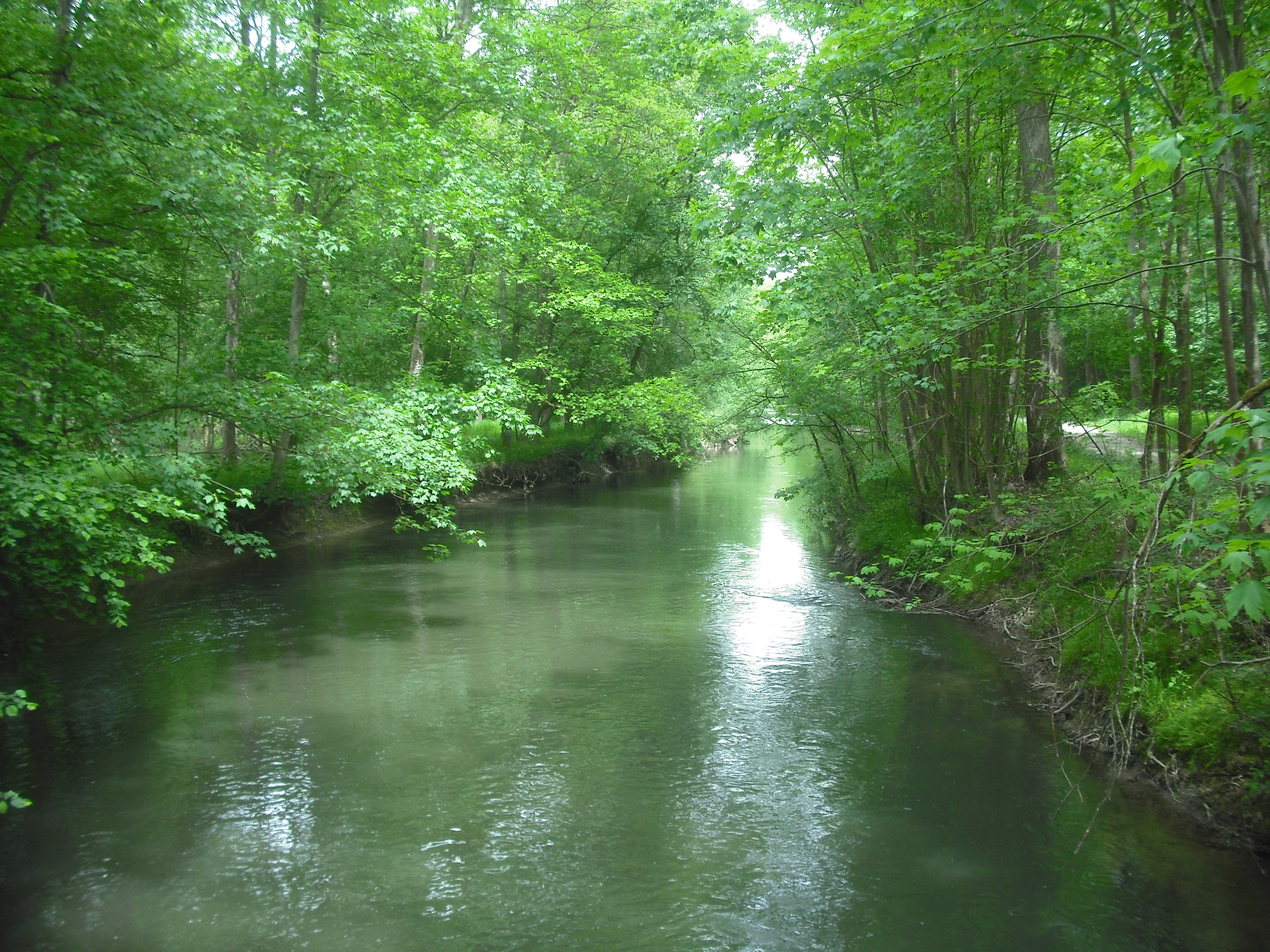
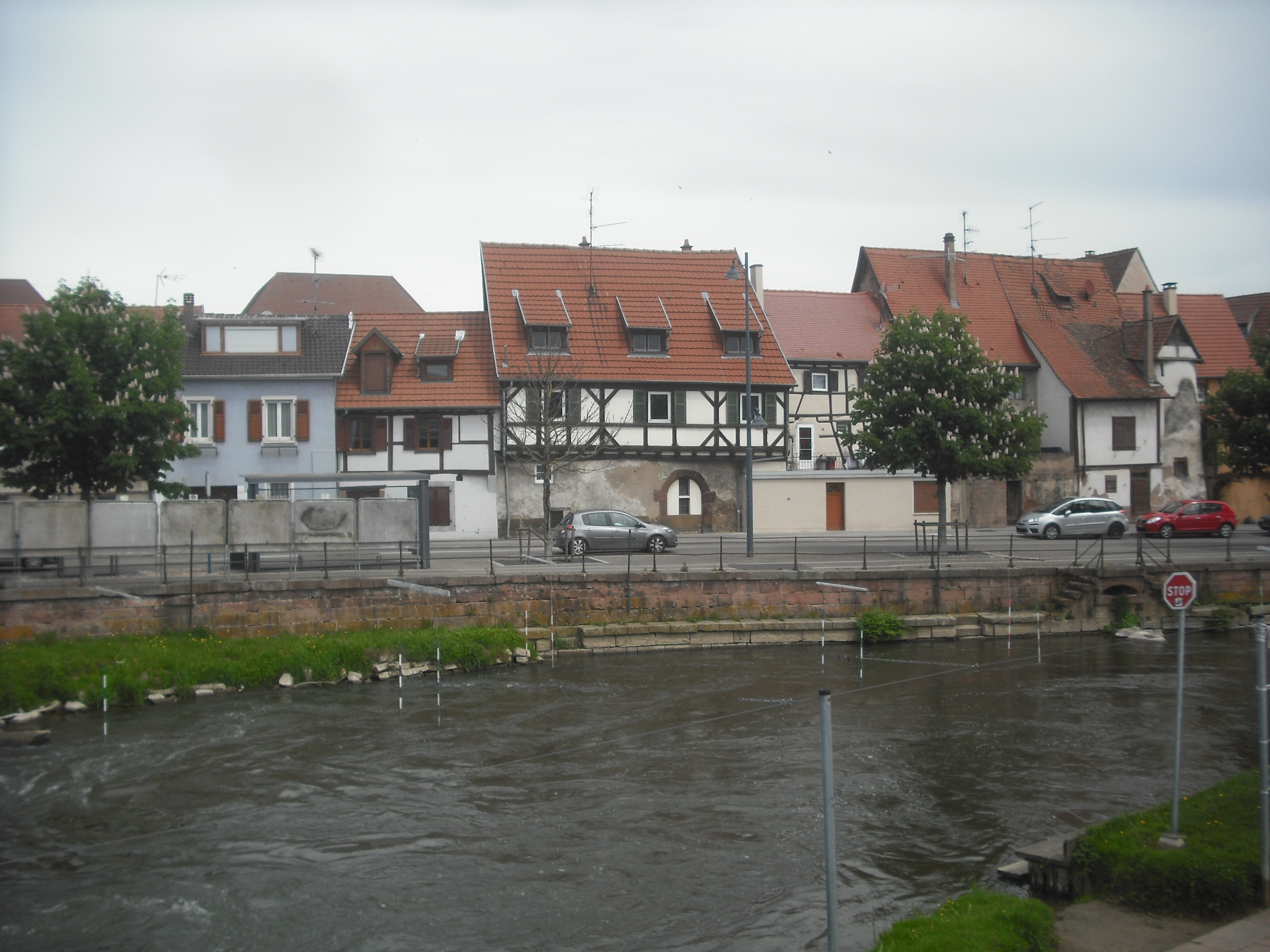
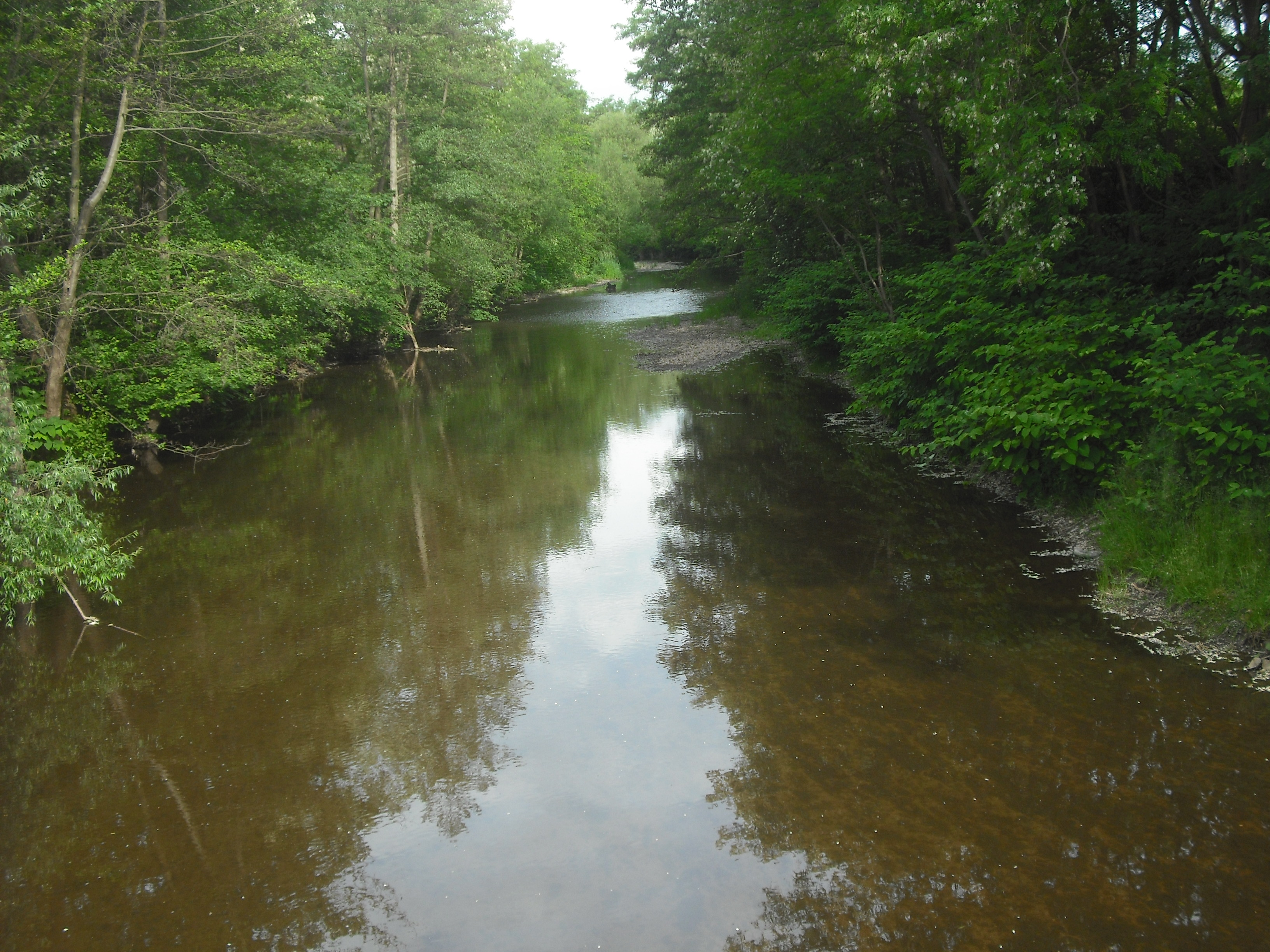

## توأمة
لسيليستات اتفاقيات توأمة مع كل من:
- غرينشين
- شارلوروا (1959 - )
- Waldkirch [الإنجليزية]‏
- دورنبيرن (2006 - )

## أعلام
- لودفيغ وولف
- مارتن بوسر
- جاك باول كلاين
- كزافييه كون
- جاك ألميرا

## وصلات خارجية
- صفحة البلدية على موقع المعهد الوطني للإحصاء والدراسات الاقتصادية (بالفرنسية)